# Humud bin Abbas al-Muʾayyad
Scheich Humud bin Abbas Al-Muʾayyad (arabisch حمود عباس المؤيد, DMG Ḥammūd ʿAbbās al-Muʾaiyad) ist ein hoher jemenitischer schiitischer Geistlicher der Zaiditen. Er war einer der Unterzeichner der Botschaft aus Amman (Amman Message) und dabei einer der 24 Verfasser einer Fatwa (Rechtsgutachten).